# Steve Russell
Steve «Slug» Russell es un programador y científico, conocido por haber creado en 1961 Spacewar!, uno de los primeros videojuegos, junto a algunos de sus compañeros del Tech Model Railroad Club en el Instituto de Tecnología de Massachusetts. Spacewar! fue uno de los primeros videojuegos en obtener amplio reconocimiento, y es generalmente reconocido como el primero del género Matamarcianos.[cita requerida]
También escribió las primeras dos implementaciones del lenguaje de programación Lisp para la IBM 704.
En un tiempo Steve trabajó para una compañía fundada por Nolan Bushnell que posteriormente se convertiría en Atari.

## Biografía
Steve Russell nació en Hartford, Connecticut, en 1937.
El interés de Steve Russell por los ordenadores comenzó cuando su tío, un profesor de la Universidad Harvard, organizó un tour para que pudiera conocer el sistema Harvard Mark I. Estudió matemáticas en el Dartmouth College desde 1954 hasta 1958.
Una vez graduado enfocó su carrera profesional en el nuevo campo computacional, ya principios de los años 60 Russell empezó a trabajar con John McCarthy en el MIT Artificial Intelligence Project, donde compiló a mano las primeras dos versiones del intérprete del lenguaje de programación LISP. Durante su estancia en el MIT estudió Ingeniería Eléctrica y Ciencias Computacionales y posteriormente se unió al Tech Model Railroad Club (TMRC), donde pudo ver el ordenador PDP-1. Emocionado por su interactividad y posibilidades, e inspirado entre otras cosas por los libros de ciencia ficción de E.E "Doc" Smith, creó el juego Spacewar! con la ayuda de sus compañeros Martin Graetz y Wayne Wiitanen. Aunque Russell escribió la primera versión del programa en 1961, muchas mejoras significativas fueron realizadas en 1962 por Peter Samson, Dan Edwards y Martin Graetz. Spacewar! es considerado por muchos como el primer juego para dos jugadores de un ordenador digital.
Tras abandonar el MIT Russell trabajó en Harvard como programador y posteriormente se movió al Stanford Artificial Intelligence Lab, donde realizó mejoras para el PDP-1 y el PDP-6.
Aparte de esto Russell también ha trabajado en Digital Equipment Corporation (DEC) y en dos empresas de videojuegos de Silicon Valley. Actualmente trabaja en programas de mejora de los sistemas de Software y Hardware integrados.

## Desarrollo de Spacewar!
En 1961 Digital Equipment Corporation (DEC) hizo una donación del ordenador PDP-1 al Massachusetts Institute of Technology (MIT), con la esperanza de que los trabajadores fueran capaces de hacer algo remarcable con su producto. El grupo liderado por Russell empezó a pensar cuál sería la mejor manera de demostrar la potencia de la máquina y de la pantalla de rayos catódicos, y decidieron realizar una simulación gráfica de una batalla entre dos naves espaciales.
Además de la influencia de las historias de ciencia ficción favoritas de los creadores, ¡hay quien cree que la premisa de Spacewar! parece reflejar unas preocupaciones específicas de aquella época en los inicios de los años 60. Su creación coincidió con el momento en que John Glenn se convirtió en el primer estadounidense en realizar un vuelo orbital tripulado. Además, la Guerra Fría se hallaba en su etapa más peligrosa, con el Muro de Berlín recientemente construido y con la amenaza de la crisis de los misiles cubanos. Ninguno de los integrantes del grupo pensaba que el programa tendría un impacto tan grande, y el juego resultó ser una sorpresa por el DEC.
Russell y el equipo trabajaron más de 200 horas para escribir la primera versión de Spacewar![2] Fue realizado antes de que el software fuera patentado, y las primeras instrucciones fueron compartidas de manera libre y modificadas por un pequeño grupo de diseñadores de software que contribuyeron en su creación.

## Concepto Spacewar!
Spacewar! es considerado por muchos como el primer videojuego para un ordenador de la historia, aunque hay otros que consideran a sus predecesores, OXO (1952) y Tennis for Two (1958) como los primeros.
El sistema PDP-1 fue el primero en permitir compartir su utilización con múltiples usuarios simultáneamente. Esto era perfecto para Spacewar!, diseñado como un juego para dos jugadores que enfrentaban a dos naves espaciales. Cada jugador podía controlar una y puntuar arrojándole misiles a su oponente mientras evitaba el efecto gravitacional del Sol. A mediados de los 60, Spacewar! podía encontrarse en casi cualquier ordenador de investigación del país.

## Influencia
Cuando fue presentado en el Decus, que era antes un grupo de usuarios del DEC, Spacewar! atrajo rápidamente a una serie de seguidores. Se volvió tan adictivo que en el laboratorio del MIT donde fue diseñado tuvieron que prohibir su utilización salvo durante el descanso para el almuerzo o después de las horas de trabajo.
Nolan Bushnell, el fundador de Atari Corporation, fue muy influenciado por Spacewar!. Cuando halló una versión del juego mientras estudiaba ingeniería en la Universidad de Utah pensó por primera vez en la posibilidad de comercializar la tecnología de los videojuegos. En 1971 Bushnell creó una versión arcade de Spacewar llamada Computer Space, pero no recibió demasiada atención. Aun así continuó y posteriormente presentó el famoso juego Pong, con el que logró mucho más éxito.
Los fundadores de Apple, Steve Jobs y Steve Wozniak, también resultaron impresionados por Spacewar!, y de hecho visitaban muchas veces el laboratorio de inteligencia artificial de Stanford.
Bill Pitts y su compañero Hugh Tuck tienen el crédito de ser las primeras personas en comercializar un videojuego después de haber creado una versión de Spacewar! llamada Galaxy Game que funcionaba con monedas. Lo hicieron en la unión estudiantil de Stanford meses antes de que Bushnell hiciera lo mismo con Computer Space. Fue utilizado por los estudiantes durante más de seis años, permitiendo al Pitts recuperar la inversión previa de 60.000 dólares. ¡Hoy en día esta versión de Spacewar! se encuentra en la colección del Computer Museum History Center de Mountain View situado en California.
Con el paso de los años Steve Russell y su invento tuvieron un papel crucial a la hora de inspirar a los creadores de compañías como Apple y Atari. Según dijo Henry Lowood, trabajador en la Universidad de Stanford y encargado de las colecciones de la historia de la ciencia y la tecnología: "Desencadenó una serie de eventos que crearon compañías y llevaron una idea completa de lo que sería Silicon Valley".
¡Ni Russell ni sus compañeros consiguieron ninguna fortuna con Spacewar! pero su éxito les ha valido un gran reconocimiento en el mundo informático y de la programación. Su creación es ahora una pieza de museo que refleja los principios de software y de la cultura de la programación de su época.

## Otros juegos
Diseño: Computer Space (1971), Galaxy Game (1971)
Programación: Spacewar! (1962)
Escritura: The New Media Reader (Juegos incluidos) (2003)